# 村上義雄

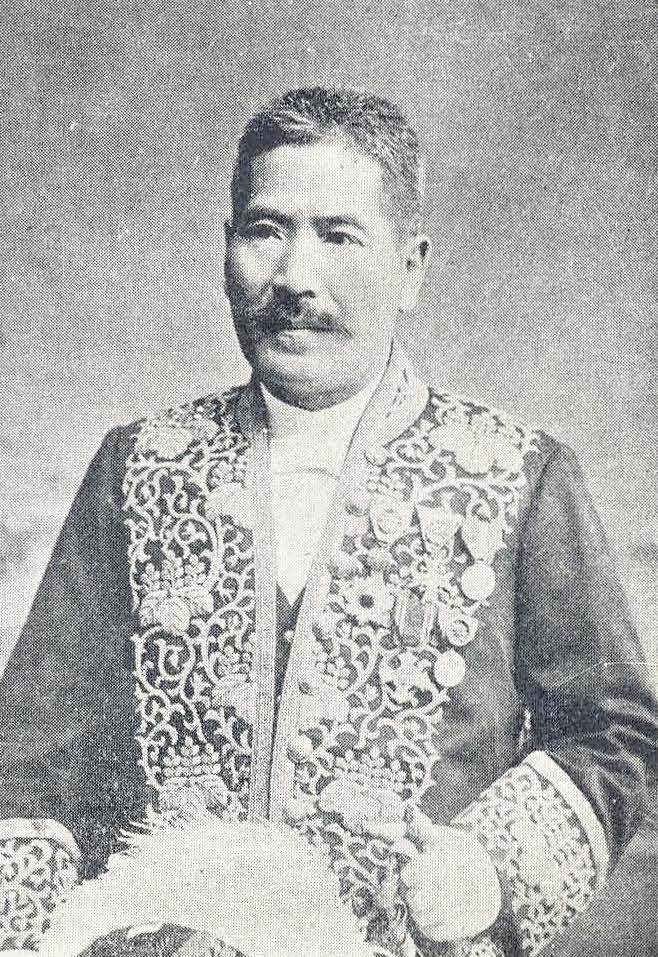
村上義雄

村上 義雄（むらかみ よしお；1845年6月18日—1919年6月12日），舊姓平塚，日本九州熊本藩人（今熊本縣），為日本明治至大正時代的內務省官員。村上義雄於1898年（明治31年）5月3日接替橋口文藏，於台灣擔任台北縣知事，管轄今臺北市、新北市、宜蘭縣及基隆市等地的行政事務。

## 家庭
生父是熊本藩士出身的平塚孫四郎，義雄是其次子。養父是同樣為藩士的村上壺溪，後從養父姓，故名為村上義雄。

## 經歷
1874年（明治7年），被委任為東京府的第十等官員。
1882年（明治15年），轉任參事院職官。之後，又歷任高知縣的大書記官、内務省書記官、縣治局次長、長野縣書記官、廣島縣的各書記官、新潟縣内務部長等職。
1893年（明治26年）到1896年（明治29年），出任德島縣知事。同年8月，轉調至台灣總督府，就職於台中縣擔任知事的工作。
1898年（明治31年）5月，出任新竹縣知事兼臺北縣知事。一直到1901年（明治34年）1月，台北縣的行政規劃被廢止。
1902年（明治35年）到1910年（明治43年），出任石川縣知事。
1910年12月3日，出任錦雞間祗候。
1917年1月22日、就任官幣大社生國魂神社宮司，原本的錦鶏間祗候被消滅廢止。
再之後，出任八千代生命保險公司的監査役。